# Listemus kootenai
Listemus kootenai là một loài bọ cánh cứng trong họ Byrrhidae. Loài này được Johnson miêu tả khoa học năm 1991.